# サイード人
サイード人(アラビア語: صعيدى Ṣaʿīdī)は、エジプト南部にすむ人々をさす言葉である。

## 語源
サイード(アラビア語: صعيد مصر Ṣaʿīd)とは、上エジプト、高地エジプトとも呼ばれるエジプト南部をさす。本来はアラビア語で、高地、高原という単語である。

## 宗教
キリスト教非カルケドン派正教会（東方諸教会）のコプト正教会が多く、コプトの歴史が長い。コプト語サイード方言はイスラム教のはじまる前の時代からあった。また、最近の数十年間、上エジプトではコプト正教徒の割合の高さにより、何人かのキリスト教徒を現地での政治的に重要な位置におくことができた。たとえば、2011年にケナ県知事にコプト正教徒の人が選出されたことがあげられる。

## 参照
1. ↑  http://arabi.ahram.org.eg/arabi/Ahram/2009/5/9/Fron0.htm
2. ↑  Wehr, Hans, 1979. A Dictionary of Modern Written Arabic. Ithaca: Spoken Language Services Inc.